# Wet compression
Wet Compression ist ein Verfahren zur Leistungssteigerung stationärer (Kraftwerks-)Gasturbinen. 

## Ablauf
Vor dem Verdichtereintritt wird durch Düsen Wasser in den Ansaugluftstrom gegeben, üblicherweise in der Größenordnung von 1 bis 2 % des Ansaugmassenstromes. Zur Vermeidung von Tropfen-Wand/Schaufel-Interaktion sowie Verminderung von Erosion an den Verdichterschaufeln ist eine möglichst kleine Tropfengröße wichtig. Stromabwärts hinter Eindüsung der Wassertropfen (im Bereich stark beschleunigter Strömung im Bereich des Verdichtereintritts) überschreitet die relative Luftfeuchte die Sättigungsgrenze von 100 %. Auf Grund der kurzen Exposition der zweiphasigen Strömung zu diesen Bedingungen lassen sich Effekte durch homogene Nukleation vernachlässigen. Das Auftreten heterogener Nukleation hängt stark von der Qualität der eintretenden Luft ab.  
Im Fall von Wassertröpfchen, die in den Verdichter eintreten werden die Terme Nasskompression (wet compression) oder Overspray-Fogging verwendet. Findet der Phasenwechsel lediglich innerhalb des Ansaugtraktes statt hat sich der Term Inlet-Fogging etabliert.  

### Grundlagen
Grundlage der Leistungssteigerung sind hauptsächlich zwei Mechanismen: 
1. Intercooling Effekt: innerhalb des normalerweise mehrstufigen Turbokompressors wird durch Verdampfung der Wassertropfen eine Kühlung des Luftstromes erzielt, der Arbeitsprozess bewegt sich von der adiabaten in Richtung einer isothermen Verdichtung. Damit sinkt die spezifische Leistungsaufnahme des Verdichters und die abgegebene mechanische (Netto)-Leistung der Gasturbine steigt (ebenso wie deren Wirkungsgrad).
2. Steigerung des Massenstroms: durch die Arbeitsturbine wird ein höherer Volumenstrom entspannt, für den eine erheblich geringere Verdichtungsarbeit im Gasturbinenkompressor aufgewendet werden muss als für die Verbrennungsluft. Ein relevanter Punkt ist hierbei die Inkompressibilität des im komprimierten Gasstroms vorhandenen Wassers. Mit dem steigenden Massenstrom steigt die abgegebene Nutzarbeit.

### Nebeneffekte
Mit dem Verfahren lassen sich Leistungssteigerungen von über 10 % der Gasturbinenleistung erzielen. Es handelt sich um einen offenen Prozess; das eingesetzte Wasser wird mit dem Rauchgas in die Atmosphäre abgegeben und geht dem Prozess verloren.
Technische Nebeneffekte wie zum Beispiel Erreichen der mechanischen Grenzleistung, reduzierter Abstand des Arbeitspunktes von der Pumpgrenze des Verdichters, mechanische Erosion der Verdichterschaufeln durch Tropfen, Änderungen der Stufenlasten innerhalb von Verdichter und Turbine, Schaufelschwingungen und verringerte Spalte müssen durch geeignete technische Maßnahmen kontrolliert werden.